# Английский водяной спаниель
Английский водяной спаниель — вымершая порода собак. Последних представителей видели в 1930 году. Эта охотничья порода собак могла охотиться на водоплавающих птиц и уток. Этот спаниель был похож на колли или смесь пуделя и спрингер-спаниеля. Порода, возможно, вдохновила создать ирландского спаниеля.

## История породы

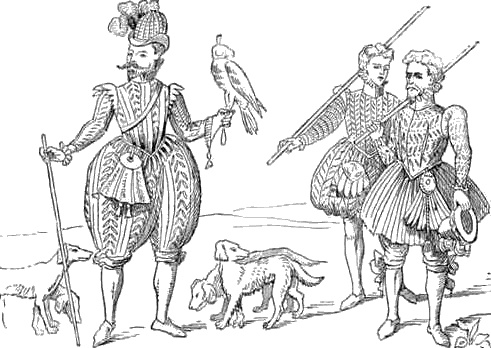
Картина 16-го века. Вечеринка с английскими водяными спаниелями

В 1570 году д-р Джон Гай описал английского водяного спаниеля. Предположили что Шекспир уже знал породу, ибо упоминал о ней в Макбете. 

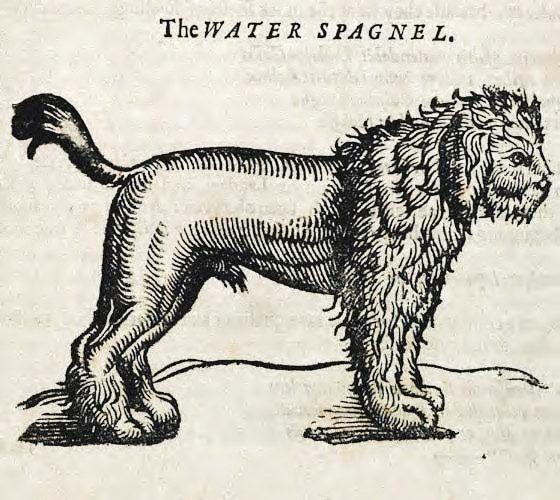
Водяной спаниель

Порода была также описана в 1802 году: имеет длинную и мохнатую шерсть. Английский водяной спаниель делался породой до 1830-х годов. Люди не приписывали к нему (английскому водяному спаниелю), как «родственника», ирландского водяного спаниеля. В первой половине 18-го века английского водяного спаниеля начали использовать на охоте на уток в восточной Англии.
В 1967 году (в то время порода уже была вымершей) Джон Ф. Гордон написал:
После двух столетий эта порода вымерла. Никто её не видел более тридцати лет.

## Внешний вид

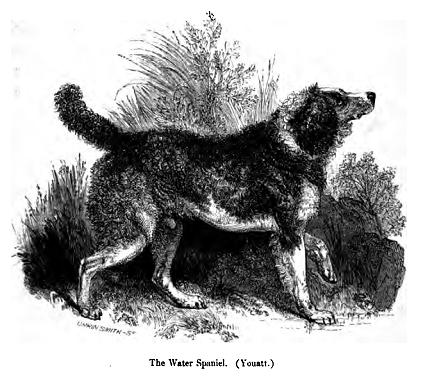
Рисунок 1859 года

Этот спаниель похож на ирландского, но также был похож на колли, спрингер-спаниеля и пуделя. Английский водяной спаниель также казался худым, длинноногим спаниелем с длинными ушами и хвостом, белым подбрюшьем, и коричневой спиной.
Цвет английских спаниелей был найден в современных породах: Английский спрингер-спаниель, Вельш-спрингер и спаниель.

## Использование на охоте
Автор одной из картин сообщил, что на охоте на водоплавающих птиц и уток лучше использовать английского водяного спаниеля, так как он хорошо плавает.